# Хамелеон (Сумеречная зона)
«Хамелеон» (англ. Chameleon) — это третий сегмент второй серии первого сезона первого возрождения американского телесериала «Сумеречная зона».

## Сюжет
Центр управления НАСА ведёт переговоры с шаттлом «Дискавери», который, возвращаясь с космической миссии, всё ещё находится на орбите. Через некоторое время один из членов экипажа «Дискавери» замечает странные голубые вспышки на аппарате. После этого шаттл приземляется на территории базы НАСА. В результате осмотра летательного аппарата оказывается, что одна из его телекамер вышла из строя. Командир экипажа Брэди Симонс, осматривал шаттл, берёт её для дальнейшего осмотра, однако, пройдя некоторое расстояние, останавливается, а потом вообще исчезает, зато камера, что была в его руках, падает на пол. Второй член экипажа, ошеломлённый этим явлением, связывается с руководством центра и просит о помощи.
Когда камеру перевозят к изолятору с помощью специального робота, начинают происходить совсем странные вещи: сначала она превращается в командира Симонса, который перед этим исчез, потом — в его жену, которая сразу начинает уверять членов экипажа и механиков, что Симонс здоров, и умоляет выпустить его. Один из работников НАСА сразу звонит домой Симонсу и обнаруживает, что жена его находится дома. Дальше она превращается в пропавшего, который начинает вести себя агрессивно и требует выпустить его. Инженеры и члены команды делают предположение, что имеют дело с чем-то, что способно изменять свою органическую структуру. Когда Симонс начинает вести себя совсем агрессивно и разбивать стеклянные бутылки и мензурки с реактивами, работники НАСА, наблюдающие за ним, принимают решение усыпить его с помощью специального газа. Это им удаётся, однако, когда в изолятор заходит врач, чтобы осмотреть Симонса, последний приходит в себя и, схватив врача, исчезает вместе с ним, одновременно превратившись в ядерную бомбу.
Теперь основной задачей инженеров является обезвреживание этого устройства, на что им отведено почти три минуты. Один из инженеров решается на этот шаг — он заходит в помещение, где находится бомба, и начинает вести монолог, надеясь, что это поможет отвратить угрозу гибели всех присутствующих на базе. Его ожидания полностью оправдываются — когда до взрыва остаётся ровно одна секунда, опасное устройство принимает подобие врача, который исчез вместе с Симонсом, и сразу же после этого начинает бежать. Инженер, который «обезвредил» «бомбу», начинает бежать за ним и, догнав, умоляет его отпустить двух пленных — собственно врача и Симонса — на что получает ответ, что на самом деле они не являются пленниками, «их никто не держит», а «единственное, что может их держать, — это жажда». Дальше этот неизвестный объект исчезает навсегда, вместе с ним так же навсегда исчезают Брэди Симонс и врач.

## Эпилог
Вообразите, что вы летите по звёздным мирам, вместе с солнечным ветром, тысячи голосов поют в вашей памяти. И представьте, что вы лишь, как он, гадаете, какие чудеса вы могли бы увидеть, чудеса, которые так и остались для него загадкой… из Сумеречной зоны.
Оригинальный текст (англ.)Imagine yourself a visitor to many worlds, drifting on the solar wind, a thousand voices singing in your memory. Now imagine you’re this man, who can only guess at the wonders he might have known, wonders that exist for him now only as a riddle… from The Twilight Zone.

## В ролях
| Актёр               | Роль                              |
| ------------------- | --------------------------------- |
| Терри О’Куинн       | доктор Курт Локридж               |
| Джон Эштон          | руководитель экипажа Брэди Симонс |
| Бэн Пьяцца          | доктор Уон Хилман                 |
| Стив Хауэлл Бассетт | Джеральд Тайсон                   |
| Лин Шэй             | жена Брэди Кейт Симонс            |
| Айона Моррис        | Энни                              |
| Альма Мартинес      | Тереза Рохас                      |
| Чад Хейс            | Питер Айверсон                    |